# Kęszyce (Grabice)
Kęszyce (niem. Kolonie Zedlitz) – przysiółek  wsi Grabice, położony w Polsce, w województwie opolskim, w powiecie opolskim, w gminie Murów. Przysiółek wchodzi w skład sołectwa Grabice.

## Historia
15 grudnia 1949 r. nadano miejscowości, będącej wówczas związanej administracyjnie z Grabicami, polską nazwę Kąszyce.

## Demografia
| Rok                | 2007 | 2012 |
| Liczba mieszkańców | 4    | 3    |

(Źródła:.)